# Aktion Sauberes Deutschland
Aktion Sauberes Deutschland (ASD) war eine von Ernst Tag gegründete deutsche rechtsextreme Kleinorganisation.

## Hintergrund
Ernst Tag, ehemaliger NPD-Funktionär aus Weidenthal, ging nach der Verhaftung Michael Kühnens 1984 auf Grund dessen mehr oder weniger öffentlichem Bekenntnis zur Homosexualität auf Distanz. Tag versuchte, Kühnens Anhänger auf seine Seite zu ziehen und gründete eine eigene, noch namenlose Neonazi-Gruppe, der auch Markus Mössle angehörte. Tag polemisierte so stark gegen Kühnen, dass er am 15. Januar 1987 aus der Hilfsorganisation für nationale politische Gefangene und deren Angehörige (HNG) ausgeschlossen wurde.
Er beschloss daraufhin seine eigene Hilfsorganisation zu gründen. Bereits 1986 hatte er die Aktion Sauberes Deutschland gegründet, deren Struktur er 1987 nutzte, um die Internationalen Hilfskomitees für nationale politische Verfolgte und deren Angehörige e.V. (IHV) zu gründen. Ernst Tag trat als Organisationsleiter auf. Erste Ortsgruppen entstanden in Kaiserslautern und Grenzach (unter Leitung von Christoph Bauer). Ab 1989 kamen weitere Ortsgruppen in Pirmasens (Leitung: Markus Walter), Bad Dürkheim, Leinefeld (Leiter: Michael See) und Mühlhausen (Thüringen, Leiter: Michael Neubauer) hinzu. Tag behauptete, auch Gruppen in Hannover, Husum, Ludwigshafen, Otterberg, Solingen, Weil am Rhein und Worms eingerichtet zu haben.
Am 23. Februar 1989 wurde Ernst Tag inhaftiert und blieb bis 1992 in Haft. In dieser Zeit war die Organisation weitestgehend inaktiv. 1994 wurde der Jüdische Friedhof Busenberg von Neonazis geschändet. Im Dezember 1997 ermittelte die Polizei sieben Tatverdächtige, von denen sechs der rechtsextremen Aktion sauberes Deutschland angehörten, darunter Alexander Larras, Ortsgruppenführer von Göppingen. Im anschließenden Prozess distanzierte sich Larras von der rechtsextremen Szene und outete sich als Spitzel des Verfassungsschutzes.
1994 kam es zum Bruch zwischen Tag und seinen Funktionären Michael See und Michael Neubauer, die ihm einen autoritären Führungsstil vorwarfen. See gründete daraufhin die Aktion Volkeswille (AVW) und Neubauer den Freundeskreis Nationaler Sozialisten (FNS), die beide auf Strukturen der ASD zurückgriffen und sich später als FNS/AVW vereinigten. Auch Michael See, der sowohl für die Periodika der IHV als auch für die der HNG schrieb, wurde später als V-Mann des Verfassungsschutzes enttarnt.
Eine offizielle Auflösung der ASD ist nicht bekannt, jedoch sind seit Mitte 1990 keine weiteren Aktivitäten bekannt.

## Periodika
Die ASD gab die unregelmäßig erscheinende Zeitschrift Der Schulungsbrief heraus. Diese wurde von Christoph Bauer herausgegeben. Daneben erschien ab März 1994 Das Sonnenbanner von Michael See, das auch den IHV zugeordnet wurde. See gab es später auch als Zeitschrift seiner AVW heraus.

## Ideologie
Tag sah sich selbst als nationalen Sozialisten und bemühte sich seit 1986 um einen größeren Einfluss in der Neonaziszene. Er baute auch sein Haus in Weidental zu einem nationalen Schulungszentrum um. 1987, nach dem Tod von Rudolf Heß, benannte er es in „Rudolf-Heß-Haus“ um. Die ASD definierte sich als eine nationale-sozialistische Bewegung, deren Ziel es war, eine politische Elite des deutschen Volkes zu gründen. Die ASD definierte sich außerdem über ihren Antisemitismus und Antikommunismus. Nach einem relativ starken Beginn stand Tag Mitte der 1990er relativ isoliert in der neofaschistischen Szene Deutschlands.